# UK Album Downloads Chart
O UK Album Downloads Chart é compilado pela Official Charts Company (OCC) em nome da indústria da música. Desde julho de 2015, a semana do gráfico decorre de sexta a quinta-feira, com a data do gráfico especificada na quinta-feira seguinte. A parada foi introduzida em abril de 2006 para coincidir com a decisão da OCC de incluir as vendas de downloads de álbuns na parada de álbuns do Reino Unido. O primeiro álbum a liderar o gráfico de downloads foi This New Day de Embrace.
O gráfico é publicado na Music Week, ChartsPlus e no site oficial da OCC, com o primeiro apresentando os 75 principais downloads e o top 100 nos dois últimos. O gráfico usa apenas vendas de downloads digitais permanentes, ou seja, downloads de álbuns em lojas de música on - line sem assinatura.

## História
Antes da inauguração do gráfico de downloads, apenas as vendas de formatos físicos — como CD, vinil e fita cassete— contribuíam para a posição de um álbum na UK Albums Chart. Em 2004, em resposta à queda nas vendas físicas de singles, uma tabela de singles somente para downloads foi introduzida pela Official Charts Company (OCC); no ano seguinte, os downloads foram implementados no UK Singles Chart.
Nos primeiros três meses de 2006, mais de 825.000 álbuns foram baixados legalmente, quase metade do total baixado em 2005. Em resposta, uma tabela de álbuns digitais foi lançada em abril de 2006, juntamente com a decisão da OCC de incluir downloads em o gráfico regular. Em 9 de abril de 2006, a banda inglesa de rock alternativo Embrace liderou a primeira parada de downloads de álbuns do Reino Unido com seu quinto álbum de estúdio This New Day, que vendeu cerca de 1.200 cópias digitais.

## Critérios para inclusão
O álbum deve ter mais de três faixas ou 20 minutos e não deve ser classificado como um álbum de orçamento. Um álbum de orçamento custa entre 0,50 e 3,75 libras. Um pacote de álbuns sem um componente físico é elegível para aparecer por si só no gráfico oficial de downloads de álbuns desde o lançamento. Mais uma vez, isso ocorre apenas se todos os formatos atenderem às regras do gráfico.